# Feldquant
Feldquant ist ein grundlegendes Konzept der Quantenfeldtheorie und bezeichnet dort die kleinste, unteilbare Stärke, mit der ein physikalisches Feld vorliegen oder seine Stärke verändern kann.
Häufig sind mit dem Begriff nur die Feldquanten der vier fundamentalen Wechselwirkungen gemeint, also deren Austauschteilchen, die Eichbosonen.

## Eigenschaften
Es gibt verschiedene Arten von Feldquanten, die jeweils zu einem bestimmten physikalischen Feld gehören. Alle Feldquanten können erzeugt und vernichtet werden, wobei die Stärke des zugehörigen Felds zu- bzw. abnimmt. Feldquanten aller Arten können existieren:
- in reellen Zuständen; dann bewegen sich die Feldquanten frei durch den Raum und können als einzelne Teilchen nachgewiesen werden. Das entsprechende Feld breitet sich im Raum aus und wird häufig als Strahlung oder freies Strahlungsfeld der jeweiligen Art bezeichnet.
- in virtuellen Zuständen; dann treten die Feldquanten nicht als Teilchen oder Strahlung in Erscheinung, sondern verursachen um den Ort ihrer Erzeugung (Quelle) herum die Effekte eines Kraftfelds. In diesem Zusammenhang werden sie auch als Austauschteilchen bezeichnet.

Der Abwesenheit des Strahlungs- oder Kraftfelds, also der Feldstärke null, entspricht der Zustand ohne Feldquant, der als Vakuum bezeichnet wird. Allerdings können auch im Vakuum unabhängig von jeder Quelle bestimmte Kombinationen von Feldquanten spontan entstehen und vergehen, was beobachtbare Effekte in Form der Vakuumpolarisation und der Vakuumfluktuation hervorruft.

## Beispiele

### Photon
Das Photon (auch Lichtquant genannt) ist das Feldquant der elektromagnetischen Welle einer bestimmten Frequenz. Der gesamte Energieinhalt des Wellenfelds ist ein ganzzahliges Vielfaches der Energie eines Photons (einschließlich Null).
Dementsprechend erscheint ein elektromagnetisches Wellenfeld bei manchen Vorgängen so, als ob es aus einer gewissen Anzahl gleicher, voneinander unabhängiger Teilchen besteht (z. B. beim Photoeffekt und statistischen Schwankungen der Hohlraumstrahlung).
Andererseits entspricht der gesamte Energieinhalt des Feldes auch der Stärke, mit der die elektrischen und magnetischen Felder vorliegen, und diese können räumlich und zeitlich stetig variieren. Insbesondere kann man in einem elektromagnetischen Feld nicht einzelne Photonen identifizieren und zeitlich verfolgen.
Diese Widersprüchlichkeit zweier anschaulicher Vorstellungsweisen ist charakteristisch für die Quantenphysik und wird als Welle-Teilchen-Dualismus bezeichnet.

### Elektron
Der Welle-Teilchen-Dualismus tritt in gleicher Weise auf, wenn materielle Teilchen wie beispielsweise Elektronen durch Materiewellen beschrieben werden müssen, weil sie sich bei manchen Vorgängen so verhalten. In der Quantenfeldtheorie wird daher auf die grundsätzliche Unterscheidung zwischen Teilchen und Feld ganz verzichtet. Man spricht stattdessen von Elektronenfeld (bzw. Neutrinofeld etc.) und von der Erzeugung und Vernichtung der zugehörigen Teilchen genau wie bei dem elektromagnetischen Feld.

### Elementarteilchen
Alle Arten von Elementarteilchen sind Feldquanten des Felds der jeweiligen Art. Ihre Erzeugung oder Vernichtung entspricht einer stärkeren bzw. schwächeren Anregung des Felds. Als Quanten desselben Felds sind die Teilchen vollkommen ununterscheidbar. 

### Zusammengesetzte Systeme
Gelegentlich werden auch Proton, Neutron, Pion etc., sowie andere aus Elementarteilchen aufgebaute Systeme, zuweilen auch ganze Atome, als Feldquanten behandelt. Eine Voraussetzung dafür ist, dass sie sich nicht an ihrem quantenmechanischen Zustand unterscheiden lassen.

### Anregungen in Vielteilchensystemen
In Vielteilchensystemen existieren typische angeregte Zustände, die in Form von Feldern beschrieben werden, z. B. Schallwellen, Deformationsschwingungen, Wellen der magnetischen Ordnung oder andere kollektive Anregungen. Auch zu diesen Anregungsformen existieren Feldquanten, die bei bestimmten Vorgängen einen Teilchencharakter zeigen. Siehe etwa Phonon, Magnon, Soliton.